# Paesia rugulosa
Paesia rugulosa là một loài thực vật có mạch trong họ Dennstaedtiaceae. Loài này được (Labill.) Kuhn miêu tả khoa học đầu tiên năm 1882.